# Otto Baier (Ingenieur)
Otto Baier (* 1898; † nach 1963) war ein deutscher Bauingenieur und Ministerialbeamter.

## Leben und Tätigkeit
Mit 18 Jahren erhielt er 1916 die Einberufung zum Kriegsdienst. Nach seiner Rückkehr 1918 nahm er ein Ingenieurstudium auf, das er mit Diplom abschloss. Nach freiberuflicher Tätigkeit fand er 1925 eine Anstellung beim Reichswehrministerium als Truppeningenieur und technischer Lehrer. 1927 wechselte er als Fachstudienrat zum Chef der Heeresleitung. Ab 1935 war er Oberregierungsbaurat und zuletzt Ministerialrat beim Oberkommando des Heeres.
Nach Kriegsende war er bis 1949 freiberuflich tätig. 1949 trat er als Ministerialrat wieder in den Staatsdienst in die Verwaltung für Wirtschaft des Vereinigten Wirtschaftsgebietes und das spätere Bundesministerium für Wirtschaft ein, wo er zunächst das Referat Maschinen-, Fahrzeug- und Stahlbau und ab 1959 die Unterabteilung Eisen- und Metallwirtschaft leitete. Im Bundeswirtschaftsministerium war Otto Baier der Kontaktmann für den Kanzlerberater Gerhard Graf von Schwerin.
Mit Erreichen des 65. Lebensjahres ging Otto Baier 1963 in Pension.